# Seny

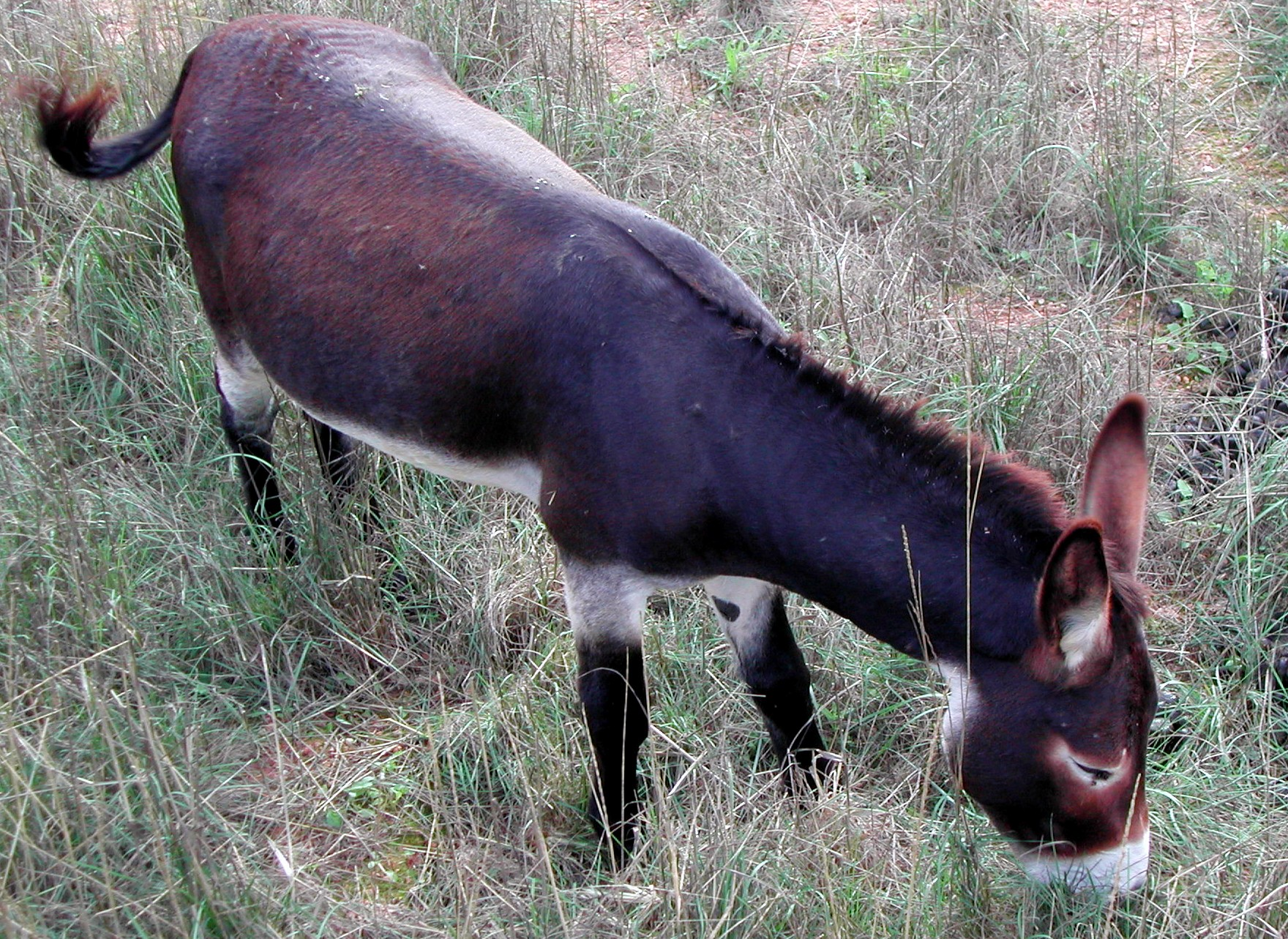
L'ase és un dels animals que apareixen en les faules i aforismes del seny català.

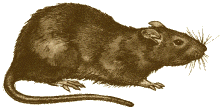
Un altre protagonista de les lliçons morals del seny ancestral era sovint la rata.

El seny, xarot o trellat és la ponderació mental. Sana capacitat mental que és penyora d'una justa percepció, apreciació, captinença i actuació.

## Significat cultural del seny a Catalunya
Hi ha qui veu en el "seny" un dels símbols culturals de Catalunya. El seny com a característica de la societat catalana estava basat en un conjunt de costums i valors ancestrals. Aquests definien el sentit comú basant-se en l'escala de valors i les normes socials que imperaven a la Catalunya tradicional.
Aquests valors es passaven de pares a fills amb la conducta exemplar dels caps de família i també en forma de proverbis o aforismes i històries morals, una gran part de les quals estaven inspirades llavors en l'ètica cristiana. Moltes lliçons d'inculcació de valors morals tenen com a protagonistes animals (i plantes) comuns a les zones rurals de Catalunya.
A principis del segle xx, encoratjat pel bisbe de Vic, Josep Torras i Bages, que estava molt interessat en la transmissió oral del seny d'una generació a l'altra, Josep Abril i Virgili (1869-1918) va recopilar el Bon Seny. Aquest llibre consisteix en una sèrie, més o menys representativa, de lliçons morals catalanes ancestrals. Il·lustrat per Joan G. Junceda (1881-1948), conté aforismes, faules, així com exemples d'humor local (acudits) basats en valors cristians tradicionals catalans. Editat en català abans de la Guerra Civil, el Bon Seny va ser un llibre difícil de trobar a l'època del franquisme. Es va fer una reedició limitada l'any 1959 quan les publicacions catalanes estaven severament restringides. Llavors, per unes dècades, es va convertir en un article de col·lecció rar, però ha estat reeditat per una editorial catòlica a Barcelona nou anys després de la mort de Franco.
Molts dels proverbis i aforismes que definien tradicionalment el seny en el si de la societat tradicional tenen poc sentit al dia d'avui. Això és principalment a causa de la descristianització de la societat actual catalana, que avui es fonamenta majoritàriament en principis laics.

## Oposició entre el seny i la rauxa
L'històric debat del seny i la rauxa es pot entendre com a manifestació de principis contradictoris en la mateixa persona. En el marc tradicional català el debat es definia en la lluita entre la virtut i el pecat. Característica de la cultura cristiana heretada dels avantpassats, la figura de Sant Jordi lluitant contra el drac era un símbol gràfic d'aquesta lluita. Suposa la transposició de l'oposició ordre - caos de la mitologia al terreny personal i social.

## Exemples
- Moltes dites del seny són curtes:

Tenen els plaers de la vida,
bona entrada i mala eixida.
L'home avar és com el porc,
no aprofita fins que és mort.
No vos 'namoreu, amor,
de cap fadrina gallarda
que és com la flor d'olivarda
molt guapa, i dolenta d'olor
No diguis "ase" a ningú,
que no ho sigui més que tu.
Home pelut,
o és molt savi o és molt ruc.

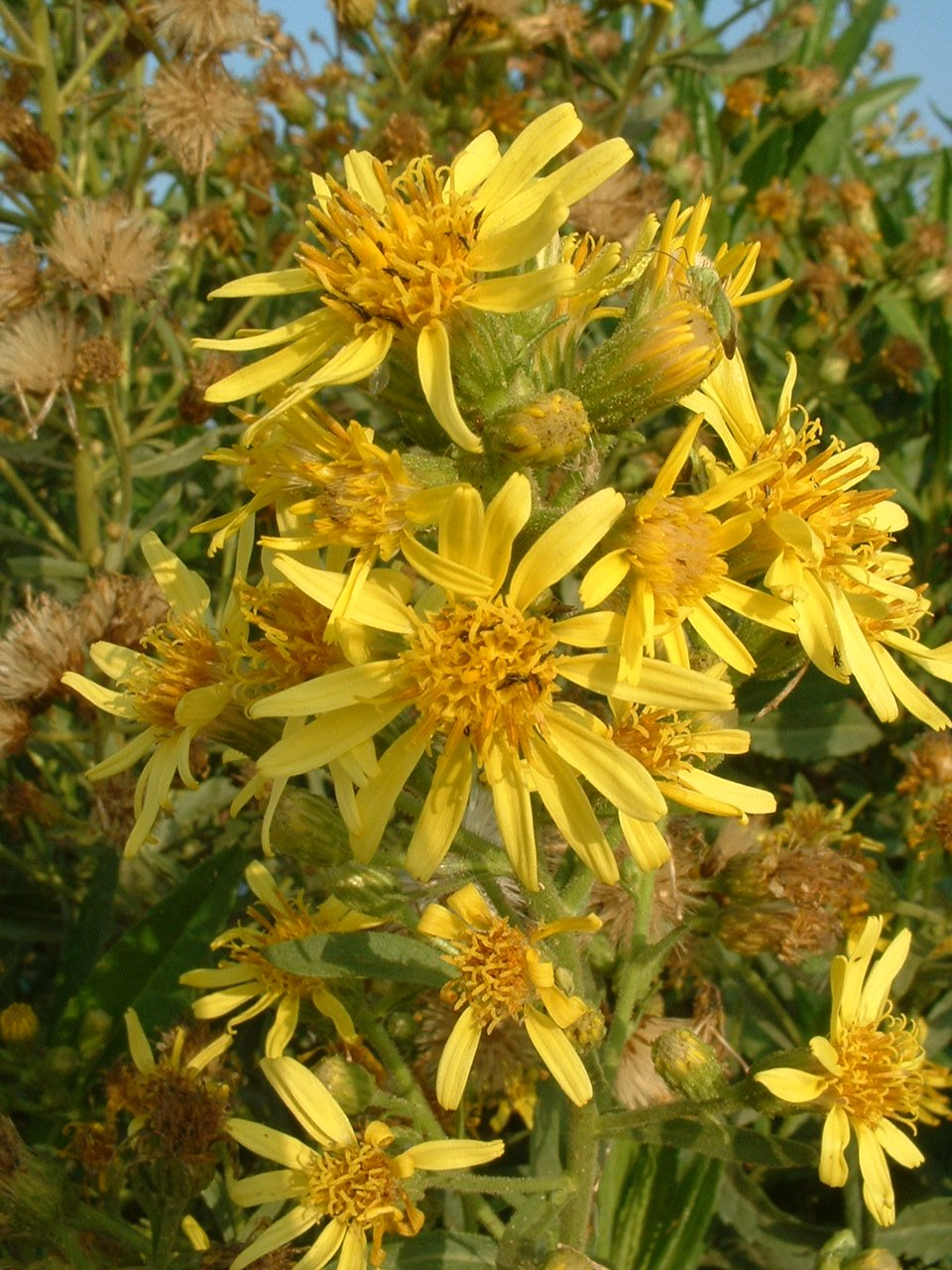
Olivarda (Dittrichia viscosa) en flor.

- La historieta següent, La rata magra o La rata engarjolada, il·lustra els perills de la cobdícia:

Rata magra veu l'ocell, tranquil a dintre sa gàbia,
i, amb tota la seva ràbia, s'hi fica; i el passarell
té un surt fort, i és mort.
Rata magra se'l cruspeix, mes s'ha tan ben atipada,
que, de cop, no té passada.
Moral: Quan t'atiï la maldat, pensa això que és veritat:
Panxa prim hi passaràs,
massa fart t'hi quedaràs.